# 衝撃波

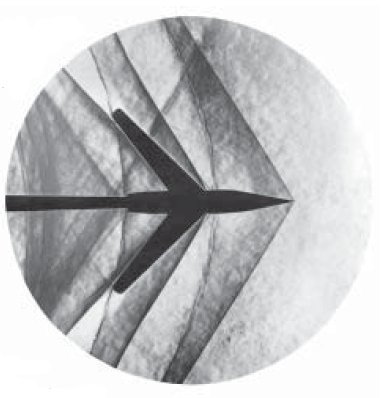
シュリーレン法により撮影された衝撃波

衝撃波（しょうげきは、英: shock wave）は、主に流体中を伝播する、圧力などの不連続な変化のことであり、圧力波の一種である。

## 詳細
主に媒質中を超音速で移動する物体の周りに発生し、媒質中の音速よりも速い速度、すなわち超音速で伝播、急速に減衰して最終的には音波（ソニックブーム）となる。
また、波面後方で圧力・温度・密度の上昇する圧縮波であるが、自然界で発生するほとんどの衝撃波は近傍に膨張波を伴っている。
衝撃波の強さは、衝撃波前方と後方の圧力比・温度比・密度比・速度比などで示される。これらの比は衝撃波マッハ数（衝撃波伝播速度を衝撃波前方の音速で割った値）に対してそれぞれ1対1で対応するため、衝撃波マッハ数も衝撃波の強さを示す値として用いられる。なお、理想気体中でのこのような比はランキン・ユゴニオの式によって関係付けられる。

## 分類
垂直衝撃波
伝播方向に対して波面が垂直なものを指す。形状が単純であることから、各衝撃波の空気力学的解析によく用いられる。

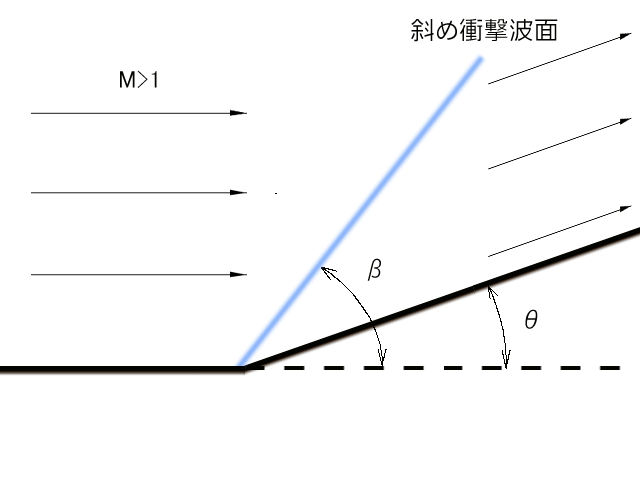
斜め衝撃波
伝播方向に対して波面が垂直でないものを指す。図のθがある値θmax より小さい曲がり角に超音速の流れが進入する際に発生する。このθmax はマッハ数とともに増加する。なお、θが負の時はプラントル - マイヤー膨張扇と呼ばれる無数に集まったマッハ波が発生する。
超音速で飛行する航空機に発生した円錐形の衝撃波（マッハコーン）も、斜め衝撃波である。このような場合、波面の角度βはマッハ角と呼ばれ、マッハ数M と sinβ = 1/M の関係がある。
離脱衝撃波
θがθmax より大きくなったときに、曲がり角の手前側に発生する衝撃波。

## 発生例

航空機が発する衝撃波

超音速飛行中の戦闘機やロケット、隕石や大気圏再突入した人工衛星などの周囲で発生する。また弾丸による発生も確認されている。地表に達すると窓ガラスを割るなどの被害を生じ、減衰してもソニックブームと呼ばれる大きな騒音になる。衝撃波を発生させるには大きな力が必要で、造波抵抗という抗力として作用するため、超音速飛行を実現するうえで大きな技術的課題となっている。
爆発によっても発生することがある。爆発の膨張速度が音速を超えると、表面に衝撃波が生じる(爆轟)。自然界の例としては火山噴火や雷などが挙げられる。人工的な爆発では、地表核実験などがあげられる。発生した衝撃波は伝播とともに急激に減衰して音波となり、「ドン」という、いわゆる爆発音になる。
ごく小規模なものとして、鞭を振るったときに先端部が音速を超えて発生するものがある。パシッと鳴る音は、衝撃波が減衰したソニックブームによる。
「ヒュウ」と鳴る音はこれとは別の、音速に関係のないエオルス音と言われるものである。

## 研究
衝撃波の理論研究の歴史は、次のようである。

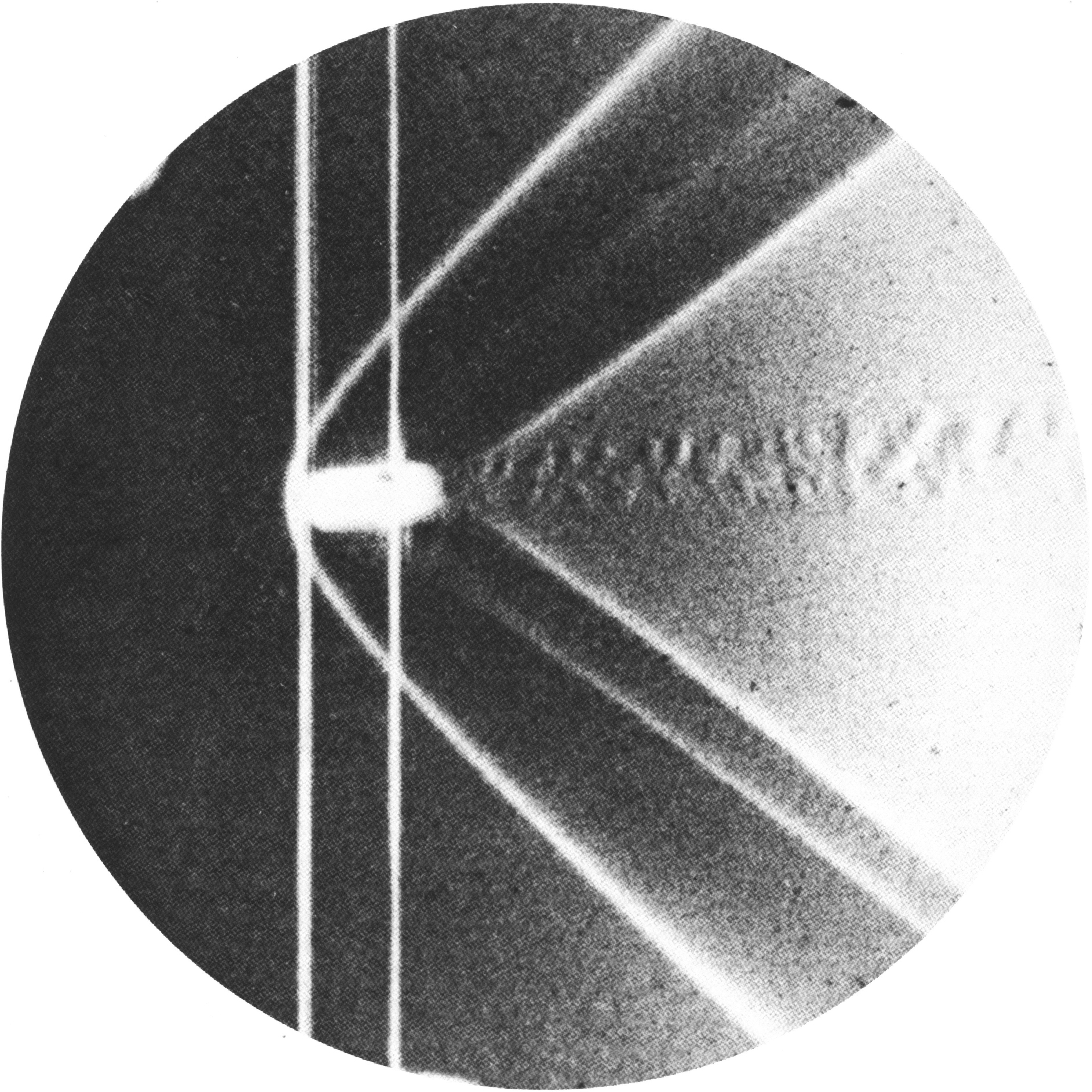
エルンスト・マッハが撮影した、衝撃波をともなう超音速弾丸の写真（1887年）

- 1858年にベルンハルト・リーマンが、衝撃波は断熱可逆過程で生成されるとして解析を行った。現在では実際にはこれは非可逆過程で起こっていることが知られている。
- 1870年にウィリアム・ランキンが、1887年にピエール＝アンリ・ユゴニオがそれぞれ独立にランキン・ユゴニオの式を発表した。
- 1887年にエルンスト・マッハが、シュリーレン法を用いて衝撃波の写真撮影に成功した。
- 1905年にルートヴィヒ・プラントルは、マッハ1.5を達成できる小型超音速ノズルを製作し、斜め衝撃波と膨張波の特性について研究した。テオドル・マイヤー (Theodor Meyer) はプラントルのもと、1908年の博士論文でプラントル・メイヤーの膨張波（英語版）の理論を発表した。
- 1918～1919年にブライアン（G. H. Bryan）は、円柱の周りの亜音速と超音速流れの理論解析の比較を行なった。
- 1927年にヘルマン・グロアート（英語版）は、同一の翼型周りの亜音速状態での圧縮流と非圧縮流に対する揚力係数の変換式（プラントル・グロアートの相似則）を見出した。
- 2015年にアメリカ航空宇宙局のアームストロング飛行研究センターによりシュリーレン法を改良した『背景指向シュリーレン（BOS）法』が開発された[5]。

## 光の衝撃波
音波だけでなく、光（電磁波）においても衝撃波に似た現象が観測される。
一般に媒質中の光速は真空中より遅く、例えば水中では真空中の3/4である。素粒子などが媒質中を高速で移動する際、これを上回ると発生する。
荷電粒子が原子内を通過すると、電子軌道が乱され電子の偏りが生じる。偏りは光子を放出して元に戻るが、通常は光子は打ち消し合って消えてしまう。しかし、荷電粒子の速度がその媒質での光速を超えていた場合、放出された光子の速度を超えて次の光子が放出されるため、追いつけず打ち消し合えない。この結果、光子は外部に飛び出し、チェレンコフ放射として観測される。